# Temple mormon de Louisville
Le temple mormon de Louisville est un temple de l’Église de Jésus-Christ des saints des derniers jours situé à Louisville, dans l’État du Kentucky, aux États-Unis. Il a été inauguré le 19 mars 2000.